# Liste der Baudenkmäler in Durach
Auf dieser Seite sind die Baudenkmäler in der schwäbischen Gemeinde Durach zusammengestellt. Diese Tabelle ist eine Teilliste der Liste der Baudenkmäler in Bayern. Grundlage ist die Bayerische Denkmalliste, die auf Basis des Bayerischen Denkmalschutzgesetzes vom 1. Oktober 1973 erstmals erstellt wurde und seither durch das Bayerische Landesamt für Denkmalpflege geführt wird. Die folgenden Angaben ersetzen nicht die rechtsverbindliche Auskunft der Denkmalschutzbehörde.

## Baudenkmäler nach Ortsteilen

### Durach
| Lage                       | Objekt                            | Beschreibung | Akten-Nr.             | Bild           |
| -------------------------- | --------------------------------- | --- | --------------------- | -------------- |
| Kirchenweg 2 (Standort)    | Katholische Pfarrkirche Hl. Geist | gestaffelter Saalbau mit eingezogenem Chor und nördlichem Turm mit Spitzhelm, 1565–69, Langhaus 1748–54, Turmerhöhung 1882; mit Ausstattung. | D-7-80-120-1 Wikidata | weitere Bilder |
| Vorwaldstraße 1 (Standort) | Hausfigur                         | Muttergottes mit Kind, barock | D-7-80-120-2          | BW             |
| Vorwaldstraße 2 (Standort) | Pfarrhaus                         | zweigeschossiger Bau mit steilem Satteldach, im Giebel bezeichnet 1561.                                                                      | D-7-80-120-3 Wikidata | Pfarrhaus      |

### Bodelsberg
| Lage                     | Objekt                             | Beschreibung | Akten-Nr.             | Bild           |
| ------------------------ | ---------------------------------- | --- | --------------------- | -------------- |
| Bergweg 1 (Standort)     | Katholische Filialkirche St. Georg | Saalbau mit eingezogenem Chor, 1787, nördlicher Turm mit Zwiebelhaube, 1909; mit Ausstattung.                            | D-7-80-120-4 Wikidata | weitere Bilder |
| Dorfstraße 19 (Standort) | Pfarrhaus                          | zweigeschossiger Bau mit steilem Satteldach und Verschindelung mit Klebdächlein, Giebel mit Brettschalung, im Kern 1740. | D-7-80-120-5 Wikidata | Pfarrhaus      |

### Bubenberg
| Lage                     | Objekt    | Beschreibung                      | Akten-Nr.    | Bild |
| ------------------------ | --------- | --------------------------------- | ------------ | ---- |
| Bubenberg 122 (Standort) | Hausfigur | Engel, 3. Viertel 18. Jahrhundert | D-7-80-120-7 | BW   |

### Burg
| Lage                             | Objekt         | Beschreibung                                               | Akten-Nr.             | Bild           |
| -------------------------------- | -------------- | ---------------------------------------------------------- | --------------------- | -------------- |
| in der Durachschleife (Standort) | Burg Neuenburg | Reste des Bergfrieds und Eckbastion, wohl 12. Jahrhundert. | D-7-80-120-8 Wikidata | weitere Bilder |

### Heberlings
| Lage                     | Objekt    | Beschreibung                      | Akten-Nr.    | Bild |
| ------------------------ | --------- | --------------------------------- | ------------ | ---- |
| Heberlings 81 (Standort) | Hausfigur | Kruzifix mit Muttergottes, barock | D-7-80-120-9 | BW   |

### Weidach
| Lage                                      | Objekt                           | Beschreibung                                                                                         | Akten-Nr.              | Bild           |
| ----------------------------------------- | -------------------------------- | --- | ---------------------- | -------------- |
| Sulzberger Straße (bei Nr. 31) (Standort) | Katholische Kapelle St. Wendelin | Rechteckbau mit eingezogenem, dreiseitigem Schluss und Dachreiter, 18. Jahrhundert; mit Ausstattung. | D-7-80-120-10 Wikidata | weitere Bilder |